# 合成照片
合成圖片，或合成相片、合成照片，近似報紙、雜誌自稱的設計圖片，製作容易，用PhotoShop等編輯、剪與貼而已，兩三張舊照片加在一起，或者再加文字說明，即成。 仿真度視乎作者的工藝技術。

## 發表途徑
- 網誌
- 電郵
- 短訊
- Youtube
- 網上討論區
- 留言版
- 傳媒轉載

## 相關
- 創作自由
- 言論自由
- 二次創作
- 惡搞文化
- 移花接木